# Gilbert Colgate
Gilbert Bayard Colgate (Nueva York, 21 de diciembre de 1899-Nueva York, 9 de octubre de 1965) fue un deportista estadounidense que compitió en bobsleigh. Participó en los Juegos Olímpicos de Garmisch-Partenkirchen 1936, obteniendo una medalla de bronce en la prueba doble.

## Palmarés internacional
| Juegos Olímpicos | Juegos Olímpicos                  | Juegos Olímpicos  | Juegos Olímpicos |
| Año              | Lugar                             | Medalla           | Prueba           |
| ---------------- | --------------------------------- | ----------------- | ---------------- |
| 1936             | Garmisch-Partenkirchen (Alemania) | Medalla de bronce | Doble            |